# Големи топки
„Големи топки“ (на английски: Dodgeball: A True Underdog Story) е американска спортна комедия от 2004 година, по сценарий и режисурата на Роусън Маршъл Търбър, с участието на Винс Вон и Бен Стилър.